# Lure of the Temptress
Lure of the Temptress es el juego debut de Revolution Software, es una aventura gráfica publicada por Virgin Interective. Fue lanzado en junio de 1992 para Atari ST, MS-DOS y Amiga. El jugador toma el papel de Diermot, un joven campesino que lucha contra una diabólica hechicera. Este fue el primer juego construido con el motor Virtual Theatre, el cual supuso una revolución en juegos posteriores (como Debajo de un Cielo de Acero y Broken Sword) Fue recibido bien por la crítica y fue un éxito comercial. Se convirtió en freeware en abril de 2003.

## Gameplay
Lure Of The Temptress es una aventura jugada en tercera-perspectiva con el sistema point-and-click (el sistema de Monkey Island), el jugador dirige a Diermot a través de un mundo fantástico e interacciona con el entorno.
Los controles son con un ratón o un gamepad. Diermot Puede coger varios objetos para solucionar rompecabezas y progresar en el juego. También puede hablar con otros personajes y obtener pistas sobre los rompecabezas o la historia del juego. Unas pocas escenas de lucha también aparecen.

## Argumento
Un campesino llamado Diermot es empleado como batidor para la partida de caza del rey. Una noche el rey recibe una nota de un mensajero avisando de una rebelión en el pueblo remoto de Turnvale. Cuando el rey parte, el poni de Diermot le sigue. Cuándo llegan a Turnvale comprueban que no hay campesinos rebeldes sino unas grandes y hostiles criaturas, los Skorl, dirigidos por una hechicera llamada Selena, La Tentadora. Los hombres del rey son vencidos y el rey es asesinado. Diermot corre mejor suerte, es dejado inconsciente y encarcelado en la mazmorra local.
Con la ayuda de Ratpouch, Diermot consigue huir de la mazmorra y visita a Luthern, el herrero. Luthern le revela que una chica llamada Goewin la herborista ha desaparecido. Diermot descubre que fue arrestada por los Skorl. Con ayuda de Ratpouch, Diermot encuentra la casa de Taidgh, el mago, donde crea una poción qué le disfraza como Selena. Así libera a Goewin. Poco tiempo después Diermot recibe el encargo de entregar un libro a un hombre llamado Morkus, pero ve un aviso que declara que su verdadero dueño es Toby, decide buscarle y este le premia con una estatuilla. Toby revela que el dragón puede ayudar Diermot a derrotar a Selena, pero que necesita una infusión hecha de tres hierbas para despertar al dragón, de eso se encargará Goewin.
Diermot va a la cueva del dragón y le despierta. El dragón promete ayudar a Diermot, revelando que Turnvale era el hogar de un demonio mucho tiempo atrás. Este demonio tendría que haber muerto junto con su raza, pero sobrevivió alimentándose de la codicia y la ambición de los hombres. El demonio tomó el cuerpo de la joven hechicera Selena. El dragón posee el Ojo de Gethryn, una piedra encantada que contiene el poder de derrotar al demonio. El dragón entrega la piedra a Diermot y gracias a un Skorl llamado Wayne, desencantado con Selena, se introduce en el castillo en un barril. Diermot derrota al demonio, liberando a Turnvale de su tiranía.

## Desarrollo y lanzamiento
Charles Cecil y Tony Warriner habían trabajado juntos en Artic Informática, una compañía de desarrollo de videojuegos. En 1990,  decidieron crear su propia compañía, junto con David Sykes y Noirin Carmody, fundando Revolution. Cecil Quiso que el juego fuese diferente a los de Sierra (King's Quest) y a los de Lucasarts (Maniac Mansion)." El juego fue publicado por Virgin.
Para la publicidad del juego se usó la famosa cita de Oscar Wilde "Puedo resistir cualquier cosa, excepto la tentación".
Lure of the Temptress fue el primer juego construido con el motor de Teatro Virtual, el cual deja a los personajes vagar por el mundo y hacer su vida en lugar de estar siempre fijos en un lugar. Este motor fue usado más tarde por Debajo de un Cielo de Acero y los primeros juegos de la serie EBroken Sword. El título costó entre 20 y 30.000 libras.
En 2003, el juego fue liberado como freeware. Los archivos de datos están disponibles en el sitio web Revolution y el motor del juego ha sido añadido a ScummVM. Esta versión fue liberada en Gog.com en diciembre de 2008.

## Recepción
Lure of the Temptress fue bien recibido, se alabó los gráfico y controles innovadores del juego. En 1993, revista dragón dio al juego 4 de 5 estrellas. A Computer Gaming World le gustó el juego sofisticado y las interacciones, pero criticó su corta duración. Amiga Power lo colocó en el Top 50 de 1993. En 2011, Wirtualna Polska lo colocó el 30.º mejor juego de Amiga. Fue un éxito de ventas, logrando número uno en el británico Gallup y quedando en la Parte superior del 20 para el resto del año.
Amiga Format declaró que podría competir con Sierra y LucasFilm y que "en cualquier acontecimiento, Temptress supera casi cualquier cosa de Sierra, por ser más grande, más gracioso, y con un guion mejor" y también alabó su humor.Amiga Power alabó sus gráficos, llamándolo "una de las mejores aventuras gráficas junto con Monkey Island 1" Mega Zone alabó el juego, declarando que es una mezcla entre Sierra /Lucasfilmish con mucha diversión y grandes gráficos y sonido. Stuart Campbell de Amiga Poder lo comparó con Curse of Enchantia.
Adventure Classic Gaming fue la menos positiva en su revisión retrospectiva, declarando que está lleno de clichés lo que socava la diversión global del juego."